# Luzerner Altstadtfest
Das Luzerner Altstadtfest fand zwischen 1977 und 2007 jeweils am letzten Samstag im Juni an beiden Seiten der Reuss im Kern der Luzerner Innenstadt statt. 50'000 bis 60'000 Personen besuchten jeweils dieses Ereignis.
Auf 17 Festplätzen spielten rund 60 Bands und Formationen. Kulinarisch wurde den Gästen eine grosse Bandbreite von Köstlichkeiten gemäss dem jeweiligen Platzmotto angeboten. 
Alle rund 800 Helfer am Altstadtfest Luzern arbeiteten freiwillig und ohne Bezahlung. Der Reinerlös der Veranstaltung floss über die Stiftung Luzerner helfen Luzernern karitativen Organisationen der Region zu. In den letzten Jahren waren dies über 100'000 Franken.
Das 31. Luzerner Altstadtfest fand am 30. Juni 2007 statt. 60'000 Besucher – ein Rekord – kamen an den Festanlass. 
Wegen Sicherheitsbedenken angesichts der im Juni 2008 stattfindenden Euro 08 und der zeitlichen Nähe zum eidgenössischen Jodlerfest in Luzern, hatte der Luzerner Stadtrat eine Bewilligung für die Durchführung des Anlasses 2008 verweigert. 
2009 bis 2018 wurde das Fest am letzten Juniwochenende unter dem neuen Namen Luzerner Fest wieder durchgeführt, wobei auf denselben Zeitpunkt auch das Luzerner Seenachtsfest  in den Anlass integriert wurde. 